# Klaus Ulonska
Klaus Ulonska (Colonia, 10 dicembre 1942 – Colonia, 13 marzo 2015) è stato un velocista e dirigente sportivo tedesco.
Nei campionati europei di atletica leggera del 1962 a Belgrado ha vinto la medaglia d'oro con la staffetta 4×100 metri tedesca.
È stato presidente del Fortuna Colonia dal 2006 fino alla morte, avvenuta nel 2015 all'età di 72 anni a seguito di un infarto.